# Критика праці

З 1870 року кількість годин найманої праці зменшилася, а ВВП на душу населення збільшився.

Критика праці або критика труда — це критика трудової діяльності та прагнення скасувати працю як явище, а також критика того, що критики праці вважають «найманим рабством».
Критика праці може бути як екзистенційною, так і розглядати працю як безглузду та/або таку, що перешкоджає самореалізації. Водночас критика праці може підкреслювати, як надмірна праця може завдати шкоди природі, суспільній продуктивності та/або самому суспільству. Також критика праці може набувати більш утилітарного характеру, коли праця просто стоїть на заваді людському щастю та здоров'ю.

## Історія
Багато мислителів критикували й бажали скасування праці ще в Стародавній Греції. Прикладом протилежного погляду є анонімно опублікований трактат «Есе про торгівлю і комерцію» (англ. Essay on Trade and Commerce), опублікований у 1770 році, в якому стверджувалося, що для того, щоб зламати дух неробства і незалежності англійського народу, ідеальні «робітні будинки» повинні ув'язнювати бідняків. Ці будинки повинні були функціонувати як «будинки терору, де вони повинні працювати по чотирнадцять годин на день таким чином, щоб після вирахування часу на їжу залишалося дванадцять годин повноцінної й завершеної роботи».

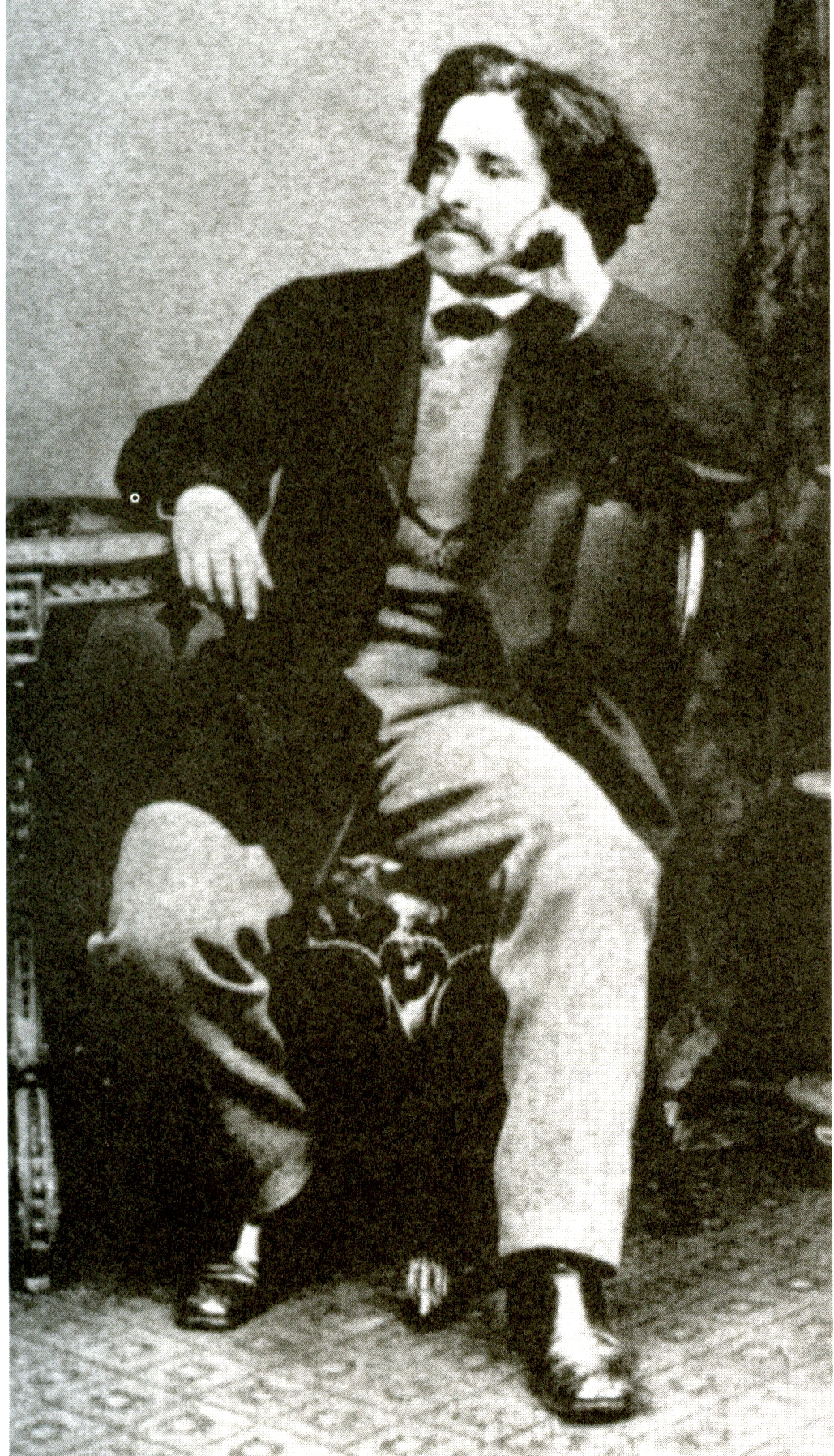
Поль Лафарг

Боротьба за скорочення робочого дня до десяти годин тривала приблизно з 1840-х років до 1900 р. Однак встановлення восьмигодинного робочого дня пройшло значно швидше, і ці соціальні рухи за скорочення робочого дня, спрямовані проти праці, змогли позбутися двох робочих годин у період з середини 1880-х років до 1919 р. У цю епоху реформатори стверджували, що механізація має не лише забезпечити матеріальні блага, але й звільнити робітників від «рабства» та ознайомити їх з «обов'язком» насолоджуватися життям.
В той час як продуктивність праці надзвичайно зросла з індустріалізацією, люди стали більш зайнятими, в той час як можна було б очікувати протилежного. Це було, принаймні, очікуванням багатьох інтелектуалів, таких як Поль Лафарг. Ліберал Джон Стюарт Мілль також передбачав, що суспільство дійде до стадії, коли зростання закінчиться, а механізація задовольнить усі реальні потреби. Лафарг стверджував, що одержимість суспільства працею парадоксальним чином шкодить продуктивності, яка була одним з головних виправдань того, що суспільство не працює якомога менше.

### Поль Лафарг
У книзі Лафарга «Право бути лінивим» (англ. The Right To Be Lazy) він стверджує, що: «Це справжнє божевілля, що люди борються за „право“ на восьмигодинний робочий день. Іншими словами, вісім годин рабства, експлуатації та страждань, тоді як треба боротися за дозвілля, радість і самореалізацію — і якомога менше годин рабства».
Автоматизація, яка за часів Лафарга вже пройшла довгий шлях, могла б легко скоротити робочий час до трьох-чотирьох годин на день. Це дозволило б залишити більшу частину дня для того, що, як він стверджував, ми дійсно хочемо робити — проводити час з друзями, відпочивати, насолоджуватися життям, лінуватися. Машина — рятівник людства, стверджує Лафарг, але тільки якщо робочий час, який вона вивільняє, стає часом дозвілля. Так може бути, так має бути, але так рідко буває. Час, який вивільняється, на думку Лафарга, зазвичай перетворюється на додаткові години роботи, які, на його думку, є лише додатковими годинами праці та рутинної роботи.

### Бертран Рассел
Книга Рассела «На похвалу неробству» (англ. In Praise of Idleness) — це збірка есеїв на теми соціології та філософії. Рассел стверджує, що якби тягар праці був розподілений порівну між усіма, що призвело б до зменшення кількості робочих годин, безробіття зникло б. Як наслідок, зросло б і людське щастя, оскільки люди змогли б насолоджуватися новознайденим вільним часом, що сприяло б подальшому розвитку науки і мистецтва. Рассел, наприклад, стверджував, що «Сучасні методи виробництва дали нам можливість легкості і безпеки для всіх; натомість ми обрали надмірну роботу для одних і голод для інших. Досі ми продовжували бути такими ж енергійними, як і до появи машин; в цьому ми були нерозумними».

## Сучасна епоха

### Девід Ґребер

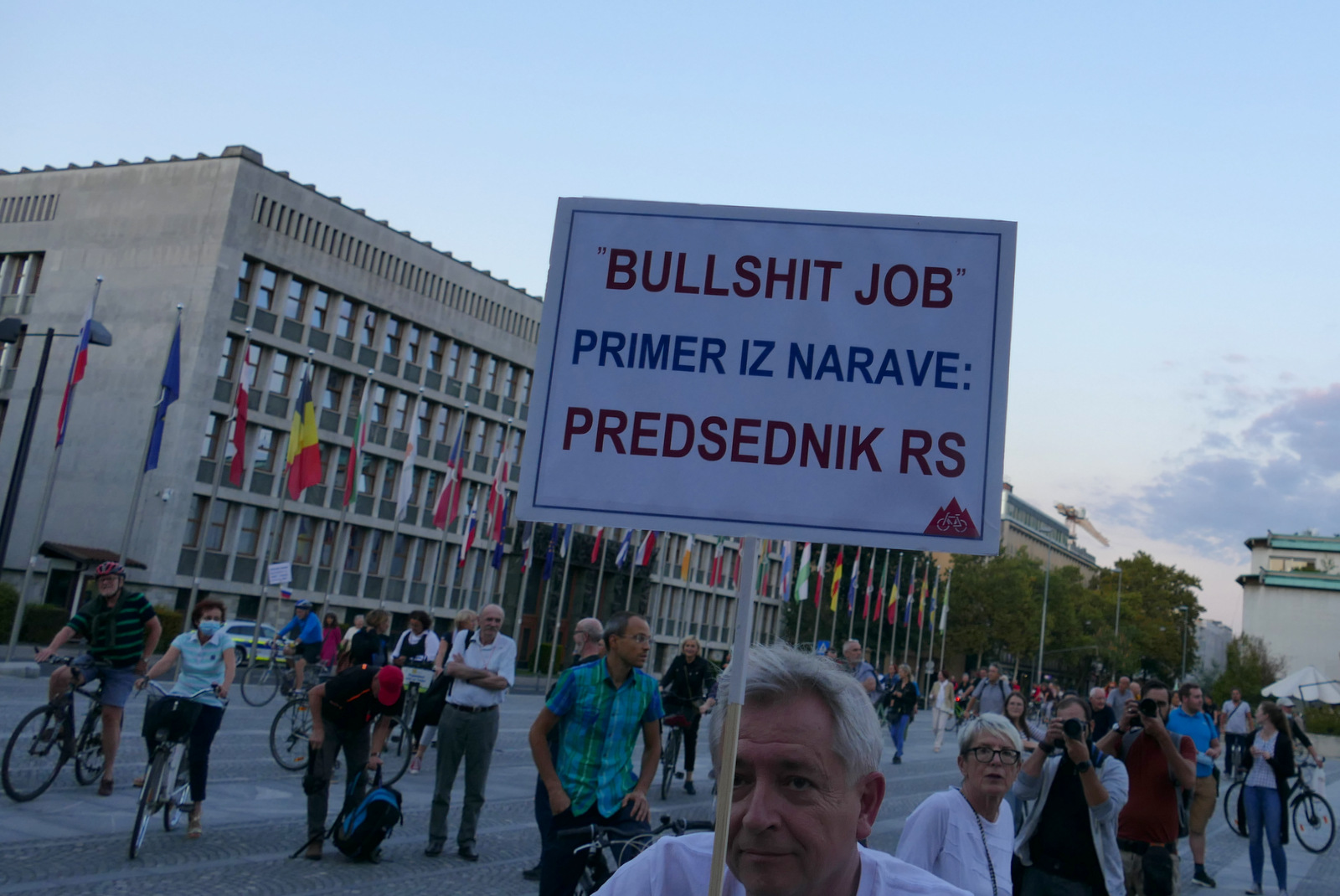
Людина з табличкою, яка приблизно перекладається як: Приклад дурнуватої роботи з природи: Президент Республіки Словенія

Антрополог Девід Ґребер писав про роботу, яка не має сенсу і не приносить нічого корисного, або навіть шкодить суспільству. Ґребер також стверджує, що робота, яка не має сенсу, часто не є найгірше оплачуваною роботою.
До безглуздої діяльності можуть належати таку роботу:
- Наглядати за поштовою скринькою, яка отримувала електронні листи лише для того, щоб скопіювати та вставити їх в іншу форму.
- Найматися на роботу, щоб виглядати зайнятим.
- Працювати з натисканням кнопок у ліфті.
- Змусити інших виглядати або відчувати себе важливими.
- Ролі, які існують лише тому, що в інших установах працюють люди з такими ж ролями.
- Працівники, які просто розв'язують проблеми, які можна було б вирішити раз і назавжди або автоматизувати.
- Люди, яких наймають для того, щоб установи могли стверджувати, що вони роблять щось, чого насправді вони не роблять.
- Робота, де найважливіше — сидіти на правильному місці, наприклад, робота в приймальні та пересилання електронних листів комусь, хто має їх читати.

### Фредерік Лордон
У книзі «Раби капіталу за власним бажанням: Спіноза і Маркс про бажання» (англ. Willing Slaves of Capital: Spinoza and Marx on Desire) французький економіст і філософ Фредерік Лордон розмірковує над тим, чому люди погоджуються відкласти або навіть замінити власні бажання і цілі на цілі організації. «Зрештою, досить дивно, — пише він, — що люди так „погоджуються“ на те, щоб зайняти себе служінням бажанню, яке спочатку не було їхнім власним». Лордон стверджує, що капітуляція волі відбувається через захоплення організаціями «базового бажання» робітників — бажання вижити.
Але ця готовність робітників підкоритися цілям компанії обумовлена не лише тим, що можна назвати «менеджеризмом» (способами, якими компанія кооперує індивідуальність за допомогою заробітної плати, правил та пільг), але й психологією самих робітників, чия «психіка… здійснює часом приголомшливі подвиги відокремлення». Таким чином, згода на роботу сама по собі стає проблематичною і тривожною; як зазначено в назві книги Лордона, робітники є «добровільними рабами».

### Франко Берарді
Франко Берарді, італійський мислитель-автономіст, у книзі «Душа на роботі: Від відчуження до автономії», вважає, що капіталізм використав сучасні прагнення до автономії та незалежності:
«Здається, що поза економічним підприємництвом, поза продуктивною працею та бізнесом більше не існує жодного бажання, жодної життєвої сили. Капітал зміг відновити свою психічну, ідеологічну та економічну енергію, зокрема, завдяки поглинанню креативності, бажання та індивідуалістичних, лібертаріанських прагнень до самореалізації.»
Наукові робітники, або те, що Барарді називає «когнітаріатом», далеко не вільні від цієї кооптації. За його словами, люди, які працюють у цій сфері, зазнали своєрідної тейлоризації своєї роботи через парцеляцію та рутинізацію навіть творчої діяльності.

### Джордж Алігер
У книзі 2022 року «Антиробота: Психологічні дослідження її істин, проблем і рішень» (англ. Anti-Work: Psychological Investigations into Its Truths, Problems, and Solutions) психолог праці Аліґер пропонує систематизувати антиробоче мислення, висунувши набір із майже 20 тверджень, які розкривають задану тему. Він спирається на широкий спектр джерел; ось деякі з цих тверджень або постулатів:
- Робота вимагає підпорядкування і завдає шкоди людській психіці.
- Ідея про те, що робота — це «добре», є сучасним і згубним явищем.
- Виснажливі, нудні та шліфувальні аспекти роботи характеризують більшу частину часу, проведеного на багатьох і, можливо, навіть на всіх роботах.
- Робота є суб'єктивно «відчуженою» і безглуздою через відсутність у працівників чесного зв'язку з організацією, її цілями й результатами.

Аліґер обговорює кожну пропозицію і розглядає, як працівники, а також психологи можуть найкраще реагувати на екзистенційні труднощі та виклики, пов'язані з роботою.

### Гі Дебор
Один із засновників Ситуаціоністського Інтернаціоналу у Франції (який допоміг надихнути студентське повстання 1968 року) Гі Дебор написав впливову працю «Суспільство видовища» (фр. La société du spectacle). Він припустив, що оскільки вся реальна діяльність, включаючи роботу, залучена у виробництві видовища, то не може бути ніякої свободи від роботи, навіть якщо час дозвілля збільшується. Тобто, оскільки дозвілля може бути дозвіллям лише в межах запланованої діяльності видовища, і оскільки відчужена праця допомагає відтворювати це видовище, то і від роботи в межах видовища також немає втечі. Дебор також використовував гасло «НІКОЛИ НЕ ПРАЦЮЙ», яке він спочатку намалював у вигляді графіті, а відтепер став підкреслювати, що «не можна вважати зайвою порадою».

## Антиробоча етика

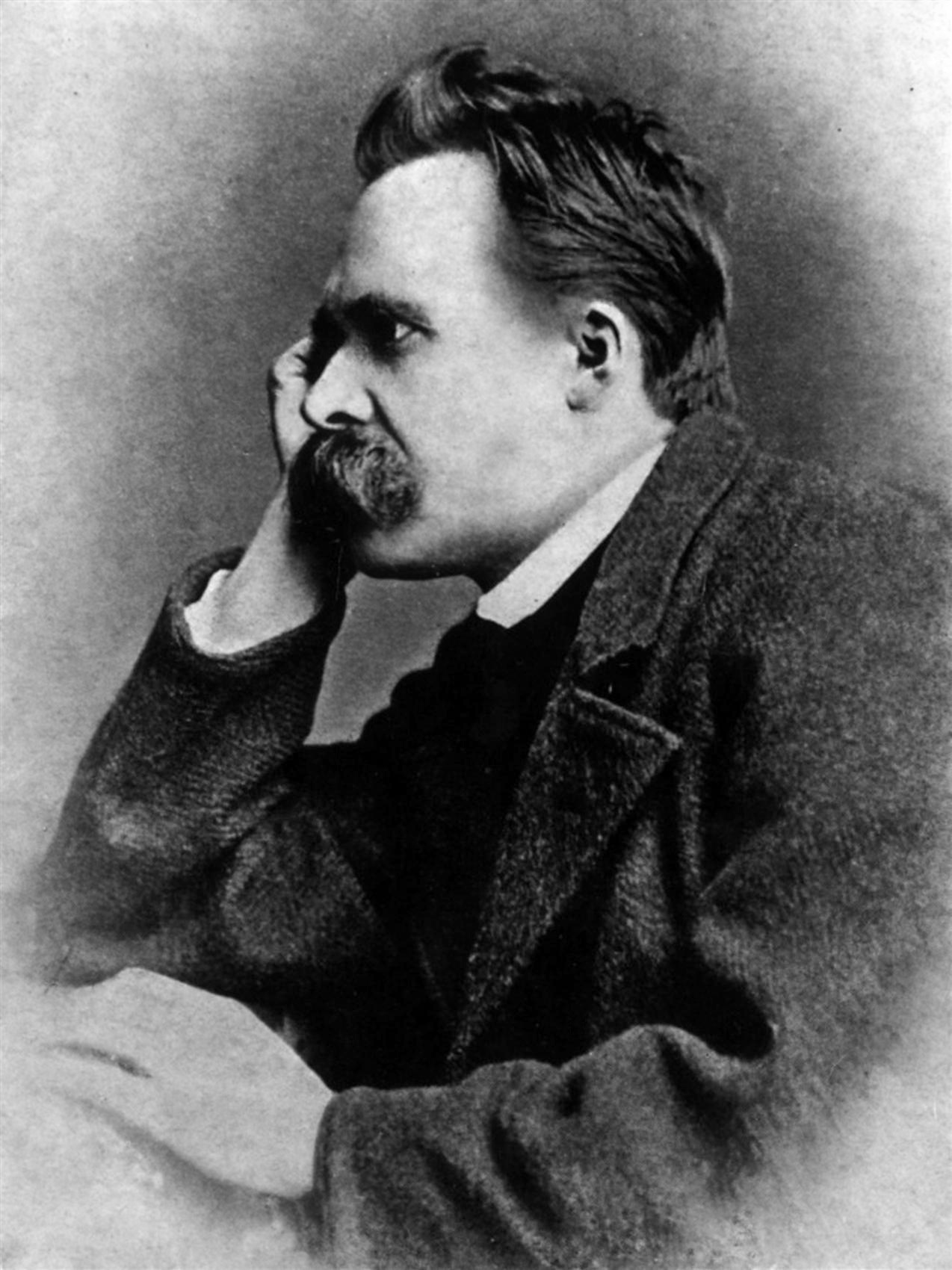
Фрідріх Ніцше

### Історія
Фрідріх Ніцше відкидав трудову етику, вважаючи її шкідливою для розвитку розуму, а також для розвитку особистості тощо. У 1881 році він писав:
|                                          | Оспівувачі праці. За прославлянням «праці» і невтомними розмовами про «благословення праці» я бачу ту саму думку, що й за вихвалянням безособової діяльності на суспільне благо: страх перед усім індивідуальним. Врешті-решт, коли людина стикається з роботою — а під роботою завжди мається на увазі невпинна праця з ранку до ночі — вона відчуває, що така праця є найкращою поліцією, що вона тримає всіх у вузді й потужно перешкоджає розвиткові розуму, жадібності, прагнення до незалежності. Бо вона забирає величезну кількість нервової енергії й відбирає її від роздумів, роздумів, мрій, тривог, любові й ненависті; вона завжди ставить перед очима маленьку мету і дозволяє легке і регулярне задоволення. Таким чином, суспільство, в якому члени постійно працюють, матиме більше безпеки: а безпеку зараз обожнюють як верховну богиню. |
| — Фрідріх Ніцше, The Dawn of Day, p. 173 | |

Американський архітектор, філософ, дизайнер і футурист Бакмінстер Фуллер представив схожий аргумент, який відкидав ідею про те, що люди повинні бути де-факто змушені продавати свою працю, щоб мати право на гідне життя.

### Сучасна епоха
Особливо в анархістських колах, дехто вважає, що праця стала дуже відчуженою протягом історії і є в основі своїй нещасливою й обтяжливою, а тому не повинна примушуватися економічними або політичними засобами. У цьому контексті дехто закликає до запровадження безумовного базового доходу або скорочення робочого тижня, наприклад, до 4-денного.

### ЗМІ
The Idler — британський журнал, що виходить двічі на місяць, присвячений ідеалу «неробства». Він був заснований у 1993 році Томом Ходжкінсоном і Гевіном Претор-Пінні з наміром дослідити альтернативні способи роботи й життя.
Найбільшою організованою антиробочою спільнотою в Інтернеті є підспільнота r/antiwork на Reddit, яка налічує (станом на грудень 2021 року) понад 1,4 мільйона учасників, які називають себе «ледарям» і закликають до «Безробіття для всіх, а не тільки для заможніх!».